# Prey, Eure

Prey este o comună în departamentul Eure, Franța. În 1 ianuarie 2022 avea o populație de 976 de locuitori.